# Brinke Stevens

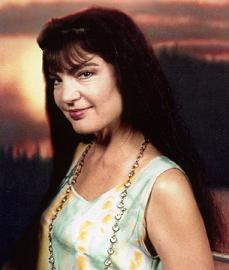
Brinke Stevens (2005)

Charlene Elizabeth Brinkman (* 20. September 1954 in San Diego, Kalifornien), besser bekannt unter ihrem Künstlernamen Brinke Stevens, ist eine US-amerikanische Schauspielerin, Model und Autorin. Bekanntheit erlangte sie als Darstellerin in zahlreichen B-Filmen der Genres Horror und Science-Fiction, beginnend 1982 mit einer Nebenrolle in The Slumber Party Massacre. Mit ihren vielen Auftritten in Horrorfilmen etablierte sie sich als Scream-Queen.

## Leben
Charlene Elizabeth Brinkman kam 1954 im südkalifornischen San Diego als Tochter des Soldaten Charles Brinkman II und dessen Frau Lorraine zur Welt. Ihre Mutter hatte im Zweiten Weltkrieg in der Rüstungsindustrie gearbeitet. Das Mädchen mit deutschen und mongolischen Wurzeln wuchs in Crest, einem Vorort von San Diego, an der Seite eines jüngeren Bruders auf. Sie absolvierte die Highschool in El Cajon und war bereits als Schülerin Mitglied von Mensa International. Danach studierte sie Biologie und Psychologie an der San Diego State University und wurde von der Scripps Institution of Oceanography aufgenommen, wo sie sich 1978 mit einer Arbeit über das Sehvermögen von Seehunden einen Mastertitel erwarb. Ein angefangenes Doktorstudium musste sie abbrechen, bekam aber später die Ehrendoktorwürde verliehen. Vorübergehend arbeitete sie als Meeresbiologin.
Auf dem College lernte Brinkman Dave Stevens, einen späteren Comiczeichner und Schöpfer der Figur Rocketeer, kennen und ging mit ihm eine Beziehung ein. Im Jahr 1980 heiratete das Paar und zog nach Los Angeles, ließ sich aber nach nur sechs Monaten Ehe wieder scheiden. Stevens schuf die Nebenfigur Betty nach dem Vorbild seiner Kurzzeitehefrau.
Sie lebt in West Los Angeles und spricht sechs Fremdsprachen.

## Karriere
Weil sie in Los Angeles keine Anstellung als Meeresbiologin finden konnte, arbeitete Brinkman zunächst als Storyboard-Künstlerin an Steven Spielbergs Jäger des verlorenen Schatzes. Nebenbei posierte sie als Bettie Page und begann, für Magazine wie Playboy und Penthouse zu modeln. Ihre Freundschaft zu „Mr. Science Fiction“ Forrest J. Ackerman, den sie 1973 als Vampirella bei einem Kostümwettbewerb kennengelernt hatte, brachte ihr 1980 ein erstes Schauspielengagement im Studentenfilm Zyzak Is King ein. Nach weiteren Model-Jobs erhielt sie mehrere Statistenrollen, unter anderem in Robert Aldrichs letztem Film Kesse Bienen auf der Matte. Als Statistin war sie oft spärlich bekleidet oder nackt neben Darstellerinnen wie Michelle Bauer oder Linnea Quigley zu sehen.
1981 spielte sie unter dem fortan genutzten Pseudonym Brinke Stevens in der Slasher-Parodie The Slumber Party Massacre ihre erste Nebenrolle. Danach war sie vor allem in B-Filmen der Genres Horror, Science-Fiction und Fantasy zu sehen und wurde in dieser Nische zu einer der gefragtesten Darstellerinnen der folgenden Jahrzehnte. Neben dem Debüt gehören ihre Mitwirkungen an Jäger der verschollenen Galaxie und Die unaussprechliche Sünde zu ihren bekanntesten Rollen. Während der 1980er Jahre trat sie mehrmals uncredited in kommerziellen Filmen wie Private School – Die Superanmacher, This Is Spinal Tap oder ¡Drei Amigos! auf. 1986 fungierte sie in Psycho III ebenfalls uncredited als Körperdouble für Hauptdarstellerin Diana Scarwid. Wiederholt arbeitete sie mit Regisseuren wie David DeCoteau, Fred Olen Ray und Jim Wynorski zusammen.
Ab 1987 bescherte der wachsende VHS-Markt Brinke Stevens einen weiteren Popularitätsschub und sie trat vermehrt auch in Direct-to-Video-Produktionen auf. Daneben versuchte sie sich als Drehbuchautorin und schrieb die 1991 realisierte Horrorkomödie Teenage Exorcist nach einer Geschichte von Fred Olen Ray. Ein weiteres Drehbuch mit dem Titel The Recruiter wurde nicht umgesetzt. 1992 schrieb sie für das Männermagazin Femme Fatales, für dessen erstes Titelbild sie sich im Vampirella-Kostüm ablichten ließ. 1994 textete sie gemeinsam mit Brian Pulido ihren eigenen Comic namens Brinke of Destruction. 2003 setzte Stevens nach mehr als zwei Jahrzehnten die aus The Slumber Party Massacre bekannte Rolle der Linda in Cheerleader Massacre fort. Abseits des Showgeschäfts investierte sie in ein Restaurant in Los Angeles und startete eine eigene Horror-Hotline.

## Rezeption
Während der späten 1980er Jahre wetteiferte Brinke Stevens mit Darstellerinnen wie Barbara Crampton, Sybil Danning und Linnea Quigley um den Titel „Queen of the B Movies“. Obwohl die 160 Zentimeter große Stevens nicht dem „Bimbo-Stereotyp“ entspricht, konnte sie sich den Ruf einer Scream-Queen erspielen. Während sie in frühen Rollen häufig einen gewaltsamen Filmtod sterben musste, wurde sie später vermehrt als liebenswerte Frau besetzt, die sich durch dämonische Kräfte oder andere äußere Umstände in eine brutale Killerin verwandelt.

“Brinke transcends the whole scream-queen syndrome. She has aptitudes other than simply lapsing into the stereotypes.”

„Brinke überwindet das ganze Scream-Queen-Syndrom. Sie hat andere Fähigkeiten als nur in die Stereotype zu verfallen.“

Bereits zu Beginn ihrer Schauspielkarriere wurde Brinke Stevens, die sich selbst als Teil der Nerdkultur sieht, regelmäßig zu Science-Fiction- und Horror-Conventions eingeladen. Im Gegensatz zu vielen Kolleginnen verschenkte sie Fotos und Autogramme und baute sich damit eine beachtliche Fangemeinde auf. Ein offizieller Fanklub zählte zeitweise über 15.000 Mitglieder, auf dem Höhepunkt ihrer Popularität beantwortete sie mithilfe eines Assistenten täglich zwischen 50 und 100 Fanbriefe.

## Filmografie
Spielfilme (Auswahl)
- 1981: Zyzak Is King (Kurzfilm)
- 1982: The Slumber Party Massacre
- 1982: Terminal Velocity
- 1983: Hochzeit mit Hindernissen (The Man Who Wasn’t There)
- 1983: Nur Tote überleben (Sole Survivor)
- 1983: Private School – Die Superanmacher (Private School, uncredited)
- 1984: This Is Spinal Tap (uncredited)
- 1984: Der Tod kommt zweimal (Body Double)
- 1984: The Forgotten Ones
- 1985: 24 Hours to Midnight (Sprechrolle)
- 1986: ¡Drei Amigos! (¡Three Amigos!, uncredited)
- 1987: Jäger der verschollenen Galaxie (Slave Girls from Beyond Infinity)
- 1988: Sorority Babes in the Slimeball Bowl-O-Rama
- 1988: Explosion der Leidenschaften (Nightmare Sisters)
- 1988: Die unaussprechliche Sünde (Grandmother’s House)
- 1988: War Lords – Die Zerstörer der Zukunft (Warlords)
- 1988: Beast You! (Sorority Babes in the Slimeball Bowl-O-Rama)
- 1989: The Jigsaw Murders
- 1989: Transylvania Twist
- 1990: Todesspur Chinatown (Chinatown Connection)
- 1990: Haunting Fear (Direct-to-Video)
- 1990: Spirits
- 1990: Bad Girls from Mars – Die verdorbenen Mädchen vom Mars (Bad Girls from Mars)
- 1991: My Lovely Monster
- 1991: Shadows in the City
- 1991: Scream Queen Hot Tub Party (Direct-to-Video)
- 1991: Teenage Exorcist (auch Drehbuch)
- 1992: Wurzeln des Bösen (Roots of Evil)
- 1992: Munchie
- 1993: Rosen sind tot (Acting on Impulse, Fernsehfilm)
- 1995: Cyberzone (Droid Gunner)
- 1995: Jack-O
- 1995: Mommy
- 1996: Masseuse
- 1996: Heißer Draht (Over the Wire)
- 1997: Mommy 2: Mommy’s Day
- 1997: Illicit Dreams 2
- 1998: Repligator
- 2000: Sideshow
- 2001: Victoria’s Shadow
- 2001: Eyes Are Upon You
- 2001: Real Time: Siege at Lucas Market Street
- 2002: The Frightening
- 2002: Bleed (Direct-to-Video)
- 2003: Cheerleader Massacre
- 2003: Deadly Stingers
- 2004: Dead Clowns
- 2004: Tele-Zombie
- 2005: October Moon
- 2006: Speedbag
- 2006: Revenge Live
- 2007: The Two Sisters
- 2007: Head Case
- 2007: Sigma Die!
- 2008: Her Morbid Desires
- 2008: October Moon 2: November Son
- 2008: Bryan Loves You
- 2009: Blood Siblings
- 2009: The Ritual
- 2009: Demon Divas and the Lanes of Damnation (Direct-to-Video)
- 2009: Caesar and Otto’s Summer Camp Massacre
- 2009: George’s Intervention
- 2009: It Came from Trafalgar
- 2010: Post-Mortem
- 2010: Pschosomatika
- 2010: Bloodstruck
- 2011: Shy of Normal: Tales of New Life Experiences
- 2011: Bleed 4 Me
- 2011: Bloody Mary 3D (Sprechrolle)
- 2012: The Summer of Massacre
- 2012: No Strings 2: Playtime in Hell
- 2012: Caesar and Otto’s Deadly Christmas
- 2012: Jonah Lives
- 2013: Axeman at Cutter’s Creek
- 2013: The Trouble with Barry
- 2013: Die Sister, Die!
- 2013: Head Cases: Serial Killers in the Delaware Valley
- 2013: Lizzie Borden’s Revenge
- 2014: Safe Inside
- 2014: Disciples
- 2014: 3 Scream Queens
- 2015: Terror Toons 3
- 2015: Ceasar and Otto’s Paranormal Halloween
- 2015: Adam K
- 2015: Night of Something Strange
- 2015: Ripped to Shreds
- 2017: Death House
- 2019: RoboWoman
- 2020: The Beast Beneath

Dokumentarfilme
- 1996: Theater Dark Video Magazine (Fernsehfilm)
- 2003: Something to Scream About
- 2010: Sleepless Nights: Revisiting the Slumber Party Massacres
- 2011: Screaming in High Heels: The Rise and Fall of the Scream Queen Era
- 2011: The Greatest Women of Horror and Sci Fi